# Mercedes F1 W05 Hybrid
Der Mercedes F1 W05 Hybrid, ursprünglich nur Mercedes F1 W05, war der Formel-1-Rennwagen des Mercedes-Werksteams für die Formel-1-Weltmeisterschaft 2014. Er ist der sechste Mercedes-Formel-1-Wagen insgesamt und der fünfte seit dem Wiedereinstieg – jedoch der erste komplett in Eigenregie nach einem Reglementwechsel entwickelte.
Der Wagen wurde am 28. Januar 2014 auf dem Circuito de Jerez vorgestellt. Die Bezeichnung F1 W05 Hybrid steht für Mercedes F1, das bei Mercedes-Benz traditionell nummerierte W für Wagen sowie die verwendete Motorentechnik.
Angetrieben wurde der Rennwagen von einem neu entwickelten 1,6-Liter-V6-Turbo-Hybridmotor von Mercedes AMG HPP aus dem britischen Brixworth mit ERS.
Mit dem dominanten F1 W05 Hybrid gelang es dem Mercedes-Werksteam erstmals, die Konstrukteurs-WM zu gewinnen. Lewis Hamilton wurde zum ersten Mercedes-Werks-Champion seit Juan Manuel Fangio 1955. Mit dem Wagen gelangen insgesamt 16 Grand-Prix-Siege, wovon elf durch Hamilton und fünf durch Teamkollege Nico Rosberg eingefahren wurden. Das Auto stellte im Verlauf des Jahres zahlreiche damalige Saisonrekorde auf.

## Technik und Entwicklung
Das Team nahm zur Saisonvorbereitung an den drei offiziellen Testwochen in Jerez und Bahrain teil. Der Mercedes F1 W05 Hybrid war das Nachfolgemodell des Mercedes F1 W04. Der Rennwagen unterschied sich aufgrund des geänderten Reglements für die Saison 2014 jedoch äußerlich wie auch technisch grundsätzlich vom Vorgängermodell. Wesentliche, unter Technikchef Paddy Lowe, an der Entwicklung beteiligte Ingenieure waren Aldo Costa, Geoff Willis, Mark Ellis, John Owen, Loic Serra und Mike Elliott.
Wie alle Formel-1-Fahrzeuge des Jahrgangs 2014 ist der F1 W05 Hybrid ein hinterradangetriebener Monoposto mit einem Monocoque aus kohlenstofffaserverstärktem Kunststoff (CFK). Neben dem Monocoque bestehen viele weitere Teile des Fahrzeugs, darunter die Verkleidung und Flügel aus CFK. Auch die Bremsscheiben sind aus einem hitzebeständigen kohlenstofffaserverstärktem Verbundmaterial. Die Reifen stammten von Einheitslieferant Pirelli.
Angetrieben wurde der Wagen vom neu entwickelten Mercedes-Benz PU106A Hybrid, einem 1,6-Liter-V6-Motor mit einem Turbolader. Auch das ERS und das Achtganggetriebe hatte Mercedes selbst entwickelt. Reglementbedingt gab es nur noch ein zentrales Auspuffrohr, das oberhalb des Rücklichtes liegt und unter dem Heckflügel austritt. Das Triebwerk wurde unter der Leitung des Geschäftsführers von Mercedes AMG HPP, Andy Cowell, und in enger Abstimmung mit dem Chassis-Teams unter Leitung von Bob Bell konstruiert. Die Entwicklung hatte bereits mit Bekanntgabe der neuen Regeln Mitte 2011 begonnen und soll noch vor dem ersten Einsatz auf der Rennstrecke geschätzte 100 Millionen £ an Entwicklungskosten verschlungen haben. Unter dem speziell eingesetzten Projektleiter Geoff Willis wurde der Motor von vornherein zusammen mit dem Rennwagen entwickelt. Dadurch gab es in der Premierensaison gegenüber vielen Konkurrenten kaum Probleme mit der Integration in das Auto. Die enge Verzahnung von Auto- und Motorenentwicklung stellte sich als Wettbewerbsvorteil heraus und führte zu einem dominanten Gesamtpaket.
Im Gegensatz zu den Konkurrenten von Renault und Ferrari wählte Mercedes für das Triebwerk eine Grundarchitektur mit der Turbine hinter dem Verbrennungsmotor und dem Kompressor unmittelbar davor in der Nähe der Airbox. Diese Bauweise erlaubte bei ausreichender Kühlleistung eine kompakte Bauweise und ermöglichte den Aerodynamikern im Bereich der Seitenkästen maximale Gestaltungsfreiheit. Der Turbo-Motor von Mercedes machte vor Saisonstart in Bezug auf Zuverlässigkeit und Performance den am besten entwickelten Eindruck.

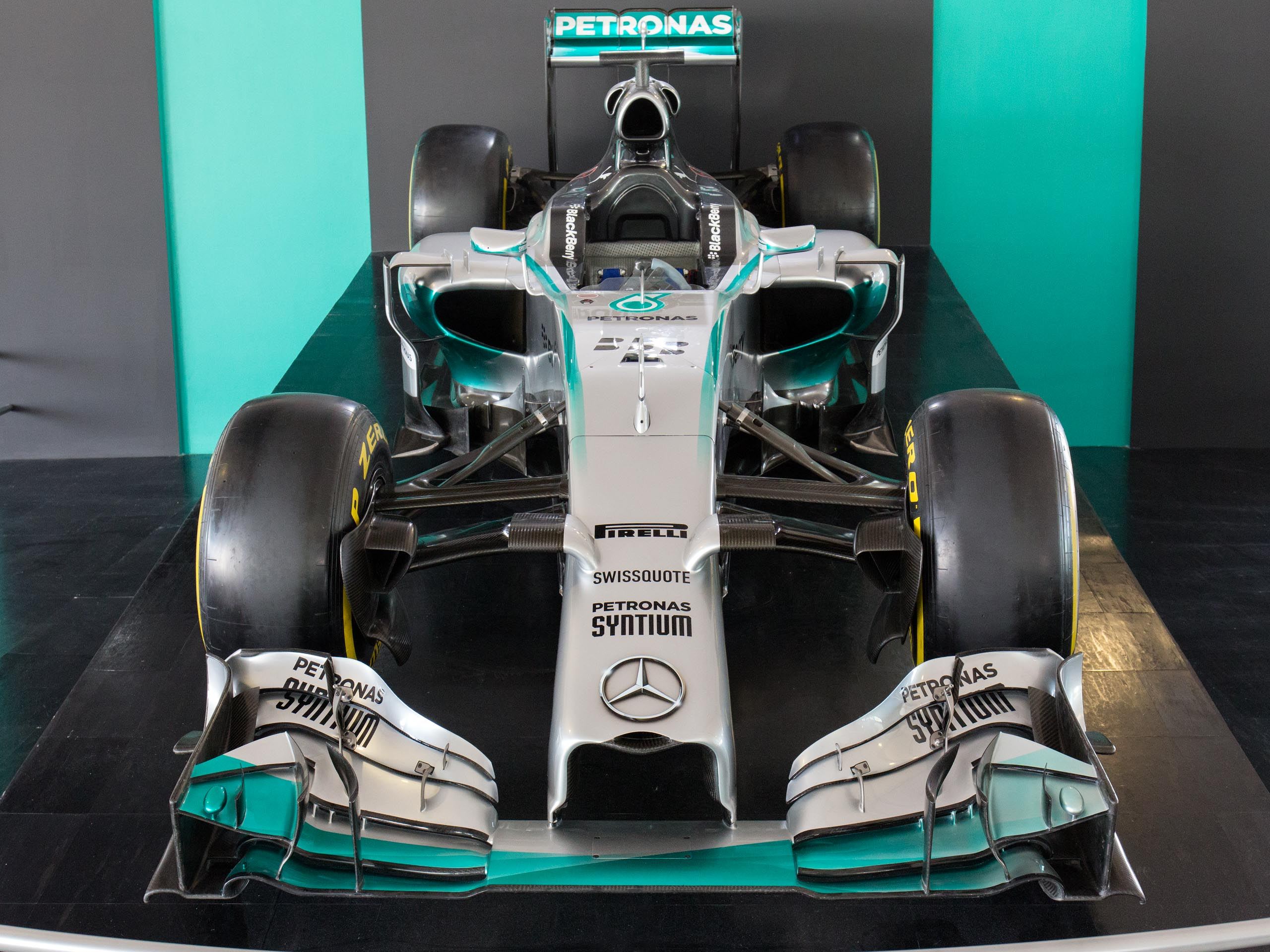
Der W05 mit charakteristischer Nase: flach beginnend, breit und weit hinten am Frontflügel ansetzend

Der W05 zeigte auch auf aerodynamischer und mechanischer Seite innovative Lösungen. Bedingt durch die Regeländerungen zur Saison 2014 war die Nase des Fahrzeugs niedriger als beim Fahrzeug des Vorjahres. Die Front fiel, ähnlich wie beim Ferrari F14 T, auf Höhe der Vorderradaufhängung relativ stark ab. Im Gegensatz zu vielen anderen Fahrzeugen der Saison 2014 war die Nase vergleichsweise breit und reichte nicht über den Frontflügel hinaus.
Nach dem britischen Grand Prix wurde das innovative FRIC-System, das Wank-, Roll- und Nickbewegungen des Fahrzeugs durch hydraulische Interaktion der Aufhängungssysteme von Vorder- und Hinterachse verringert, zunächst per Technischer Direktive verboten. Zwei Rennen später wurde das Verbot auch im Reglement umgesetzt. Das System ermöglicht eine stabilere Fahrzeuglage mit konstanter Fahrzeughöhe und effektiver Aerodynamik. Mercedes setzte das System seit 2012 ein.
Das Verbot wurde offiziell damit begründet, dass das System fortan als bewegliches aerodynamisches Hilfsmittel eingestuft wurde und damit gegen Artikel 3.15 des Technischen Reglements verstieß. Es stellte zudem einen Vorgriff auf noch komplexere Systeme dar, die sich für die Folgesaison bereits in der Entwicklung befanden und der FIA zur Abnahme vorlagen. Kritiker warfen der FIA vor, das Verbot forciert zu haben, um die Überlegenheit des Mercedes-Teams einzudämmen, das am F1 W05 nach Ansicht von Experten das komplexeste und am weitesten ausgereifte FRIC-System besaß. Das Verbot hatte im Nachhinein keinen signifikanten Einfluss auf die Performance des Teams.
Wie alle Formel-1-Fahrzeuge der Saison 2014 verfügte der W05 über DRS.

## Lackierung und Sponsoring
Der Mercedes F1 W05 Hybrid war, in Anlehnung an die Mercedes-Silberpfeile, überwiegend silberfarben designt. Die Seitenkästen sowie Teile des Front- und Heckflügels waren wegen des Hauptsponsors Petronas cyanfarben lackiert. Auf dem Fahrzeug warben neben Mercedes-Benz und Petronas noch unter anderem BlackBerry, Swissquote, Puma und Pirelli mit Werbeschriftzügen.

## Fahrer
Mercedes trat auch in der Saison 2014 mit dem Fahrerduo Lewis Hamilton und Nico Rosberg der Vorsaison an. Als Test- und Ersatzfahrer wurde der werksseitige DTM-Pilot Pascal Wehrlein eingesetzt.

## Saisonverlauf

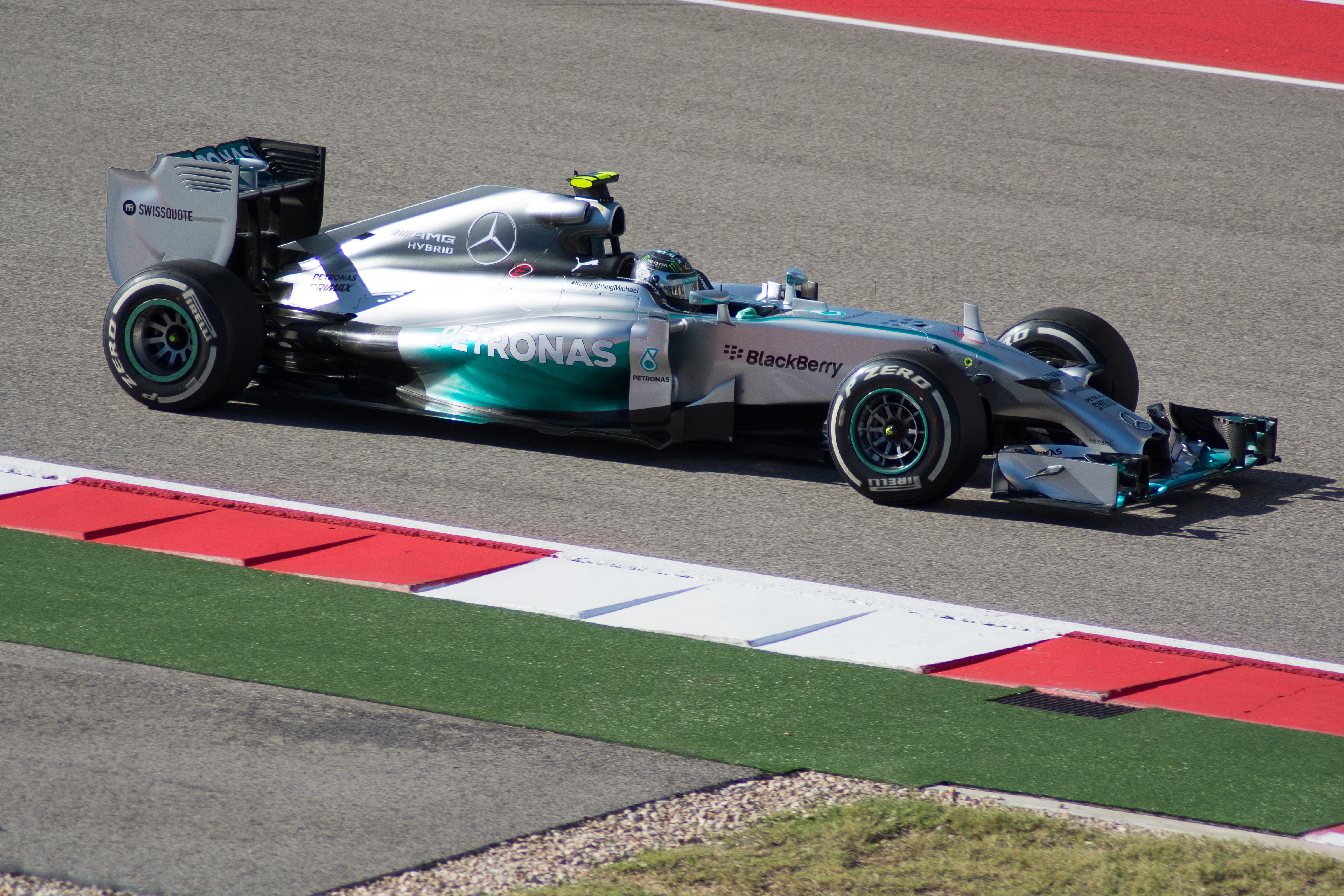
Rosberg mit dem F1 W05 Hybrid bei dem US-Grand-Prix in Austin 2014

Schon bei den Testfahrten vor Saisonbeginn zeigte sich das große Potenzial des Fahrzeugs. Die ersten vier Rennen der Saison war Mercedes mit dem F1 W05 das mit Abstand leistungsstärkste Team. Alle Rennsiege, Pole-Positions und schnellsten Rennrunden sowie sämtliche Führungsrunden der Rennen gingen an Fahrer des Mercedes-Werksteams.
Die Dominanz setzte sich bei den ersten europäischen Saisonrennen fort. Hamilton gewann in Spanien und Rosberg wie im Vorjahr in Monaco. In Monaco konnte Mercedes darüber hinaus mit dem fünften Doppelsieg in Folge den von Ferrari 1952 und 2002 aufgestellten Rekord einstellen.
Mit dem neunten Doppelsieg des Jahres gewann das Team in Sotschi seine erste Konstrukteurs-Weltmeisterschaft mit bis dahin 565 Punkten vorzeitig.
Beim Saisonfinale auf der Yas-Insel gewann Hamilton seine zweite Weltmeisterschaft durch einen ungefährdeten Sieg.
Hamilton und Rosberg erreichten bei den 19 Saisonrennen 18 Pole-Positions und 16 Siege. Zusätzlich fuhren die Piloten zwölfmal die schnellste Rennrunde. Mit 701 WM-Punkten in einer Saison hatte Mercedes mit dem W05 einen neuen Rekord aufgestellt, auch 31 Podestplätze in einer Saison erreichte kein Fahrzeug zuvor. Mercedes fuhr in der Saison 2014 insgesamt elf Doppelsiege ein und stellte damit ebenfalls einen neuen Rekord auf.

## Ergebnisse
| Fahrer               | Nr.                  | 1   | 2 | 3 | 4 | 5 | 6 | 7   | 8 | 9   | 10 | 11 | 12  | 13 | 14  | 15 | 16 | 17 | 18 | 19 | Punkte | Rang |
| -------------------- | -------------------- | --- | - | - | - | - | - | --- | - | --- | -- | -- | --- | -- | --- | -- | -- | -- | -- | -- | ------ | ---- |
| Formel-1-Saison 2014 | Formel-1-Saison 2014 |     |   |   |   |   |   |     |   |     |    |    |     |    |     |    |    |    |    |    | 701    | 1.   |
| L. Hamilton          | 44                   | DNF | 1 | 1 | 1 | 1 | 2 | DNF | 2 | 1   | 3  | 3  | DNF | 1  | 1   | 1  | 1  | 1  | 2  | 1  | 701    | 1.   |
| N. Rosberg           | 6                    | 1   | 2 | 2 | 2 | 2 | 1 | 2   | 1 | DNF | 1  | 4  | 2   | 2  | DNF | 2  | 2  | 2  | 1  | 14 | 701    | 1.   |

| Legende  | Legende            | Legende                                                          |
| Farbe    | Abkürzung          | Bedeutung                                                        |
| -------- | ------------------ | ---------------------------------------------------------------- |
| Gold     | –                  | Sieg                                                             |
| Silber   | –                  | 2. Platz                                                         |
| Bronze   | –                  | 3. Platz                                                         |
| Grün     | –                  | Platzierung in den Punkten                                       |
| Blau     | –                  | Klassifiziert außerhalb der Punkteränge                          |
| Violett  | DNF                | Rennen nicht beendet (did not finish)                            |
| Violett  | NC                 | nicht klassifiziert (not classified)                             |
| Rot      | DNQ                | nicht qualifiziert (did not qualify)                             |
| Rot      | DNPQ               | in Vorqualifikation gescheitert (did not pre-qualify)            |
| Schwarz  | DSQ                | disqualifiziert (disqualified)                                   |
| Weiß     | DNS                | nicht am Start (did not start)                                   |
| Weiß     | WD                 | zurückgezogen (withdrawn)                                        |
| Hellblau | PO                 | nur am Training teilgenommen (practiced only)                    |
| Hellblau | TD                 | Freitags-Testfahrer (test driver)                                |
| ohne     | DNP                | nicht am Training teilgenommen (did not practice)                |
| ohne     | INJ                | verletzt oder krank (injured)                                    |
| ohne     | EX                 | ausgeschlossen (excluded)                                        |
| ohne     | DNA                | nicht erschienen (did not arrive)                                |
| ohne     | C                  | Rennen abgesagt (cancelled)                                      |
| ohne     | keine WM-Teilnahme |                                                                  |
| sonstige | P/fett             | Pole-Position                                                    |
| sonstige | 1/2/3/4/5/6/7/8    | Punktplatzierung im Sprint-/Qualifikationsrennen                 |
| sonstige | SR/kursiv          | Schnellste Rennrunde                                             |
| sonstige | *                  | nicht im Ziel, aufgrund der zurückgelegten Distanz aber gewertet |
| sonstige | ()                 | Streichresultate                                                 |
| sonstige | unterstrichen      | Führender in der Gesamtwertung                                   |

## Galerie

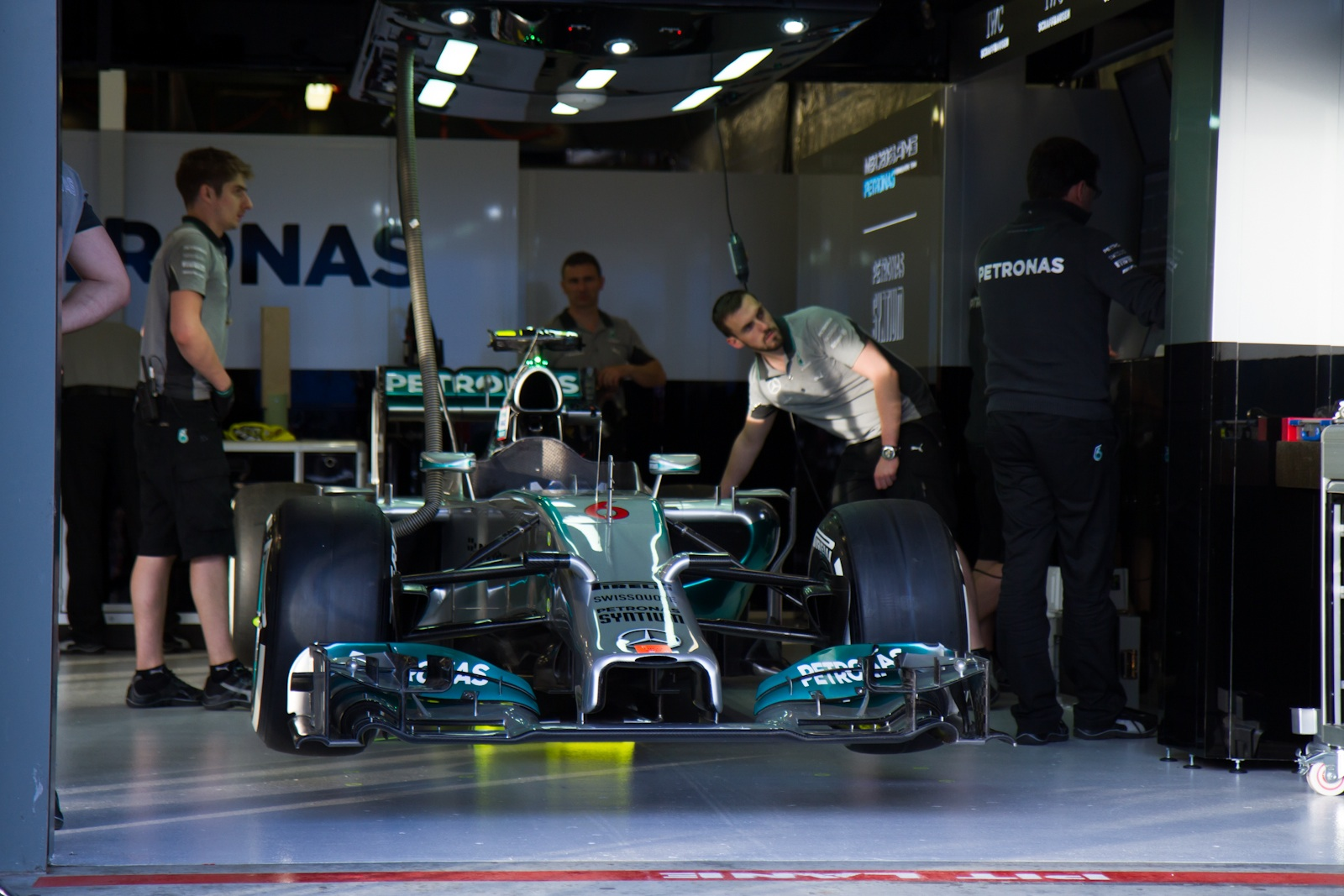
Der brandneue F1 W05 Hybrid beim Saisonstart in Australien in der Garage
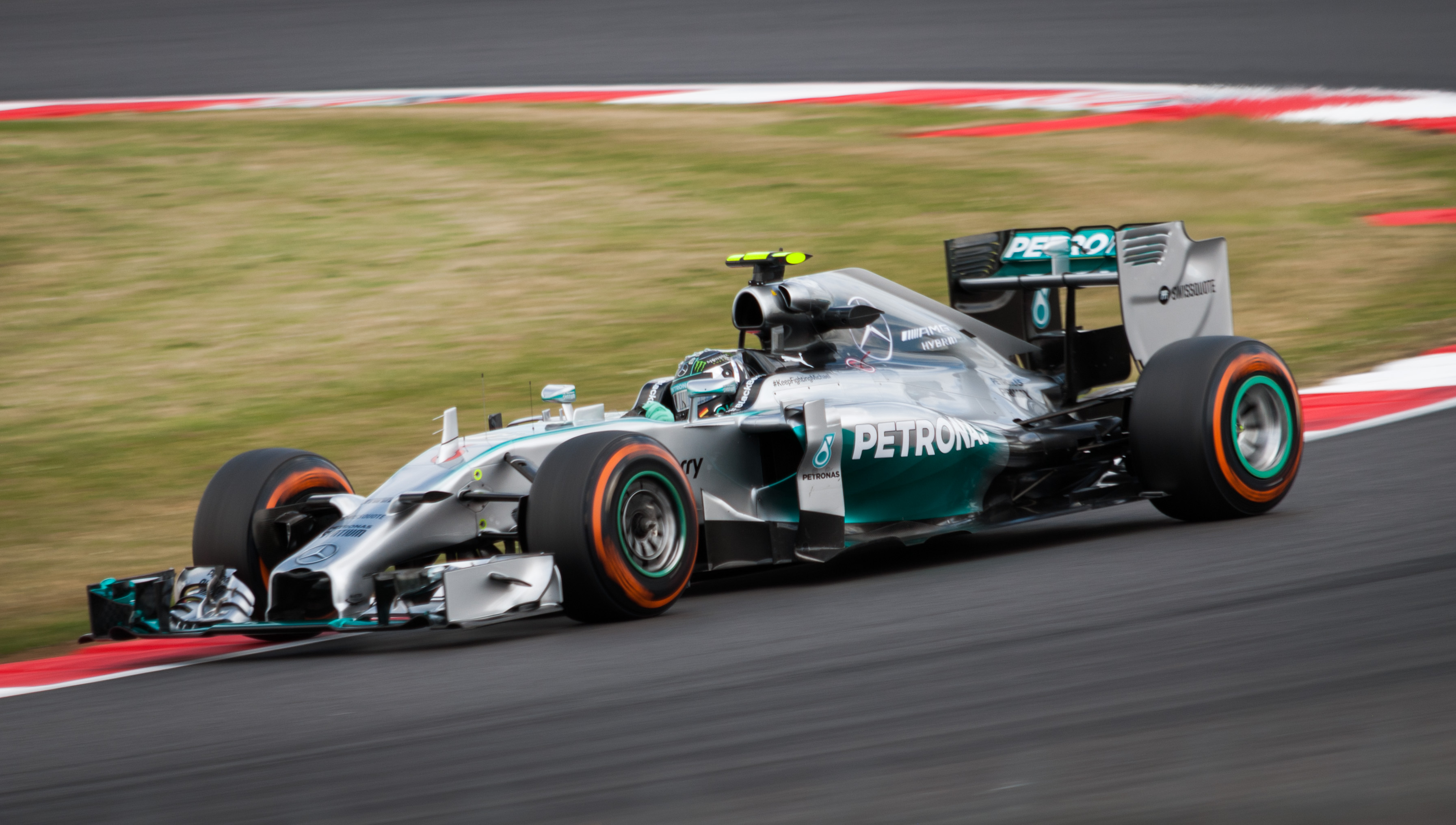
Rosberg im F1 W05 beim britischen GP 2014
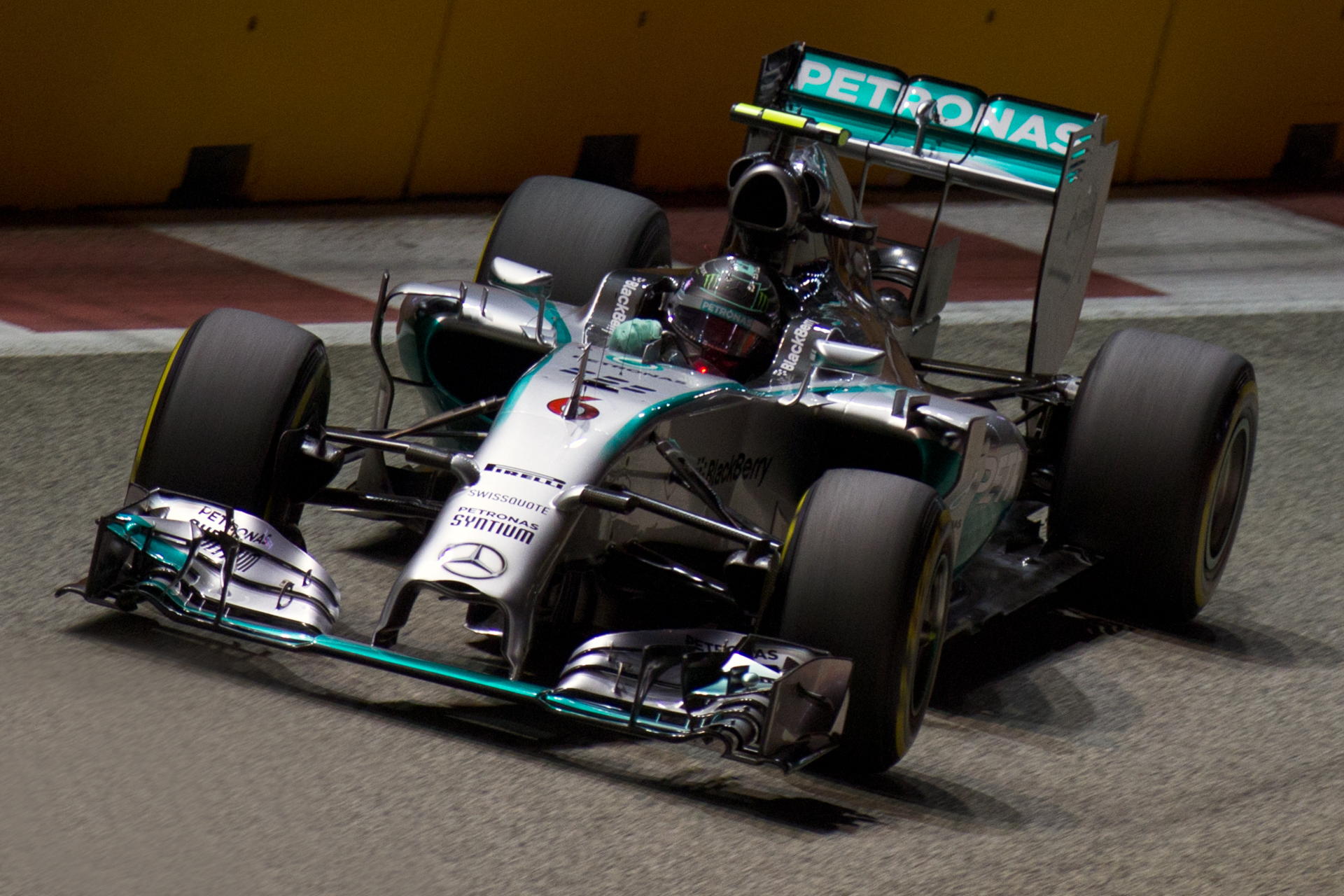
Rosberg in Singapur beim Freien Training
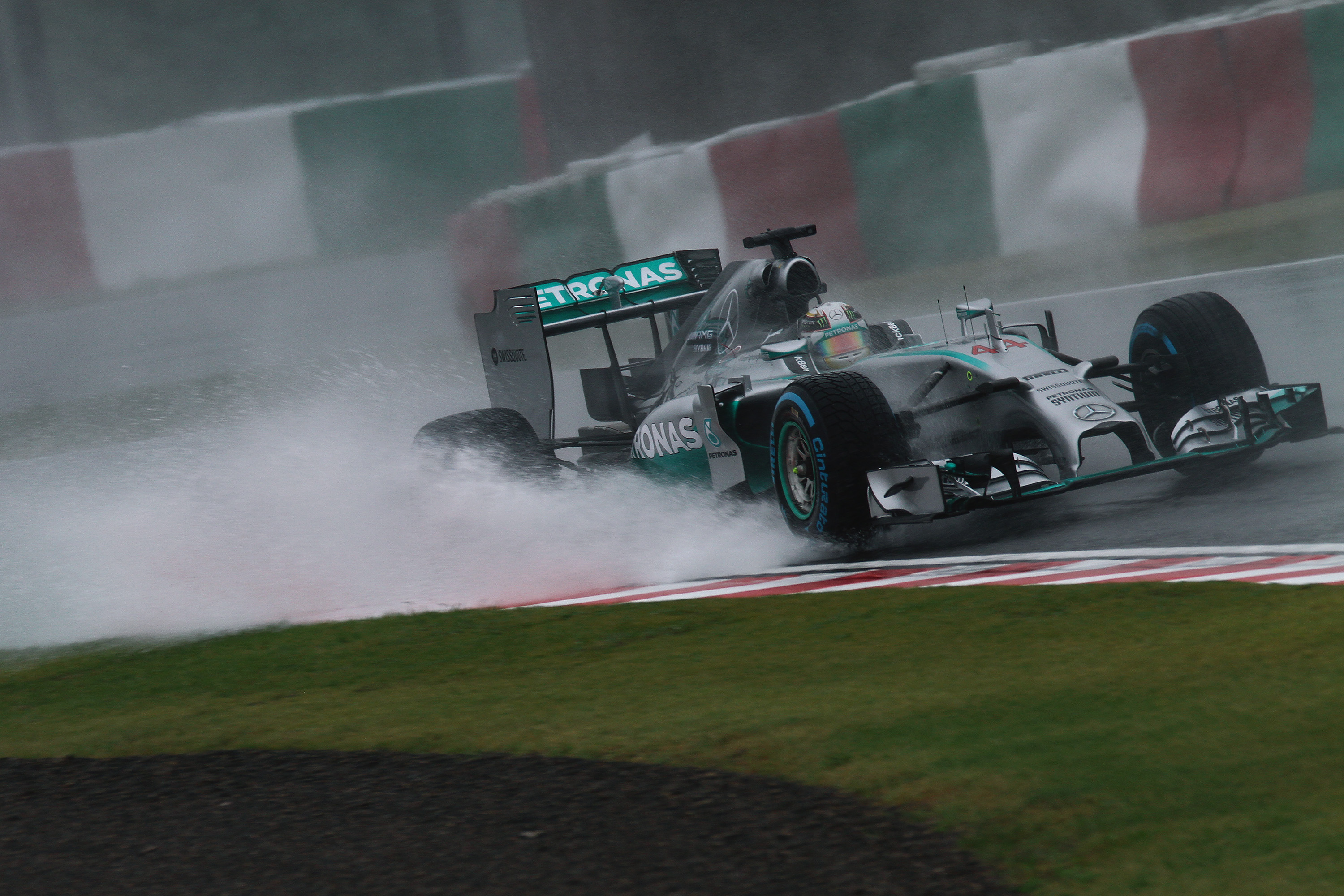
Hamilton im F1 W05 bei dem Großen Preis von Japan 2014
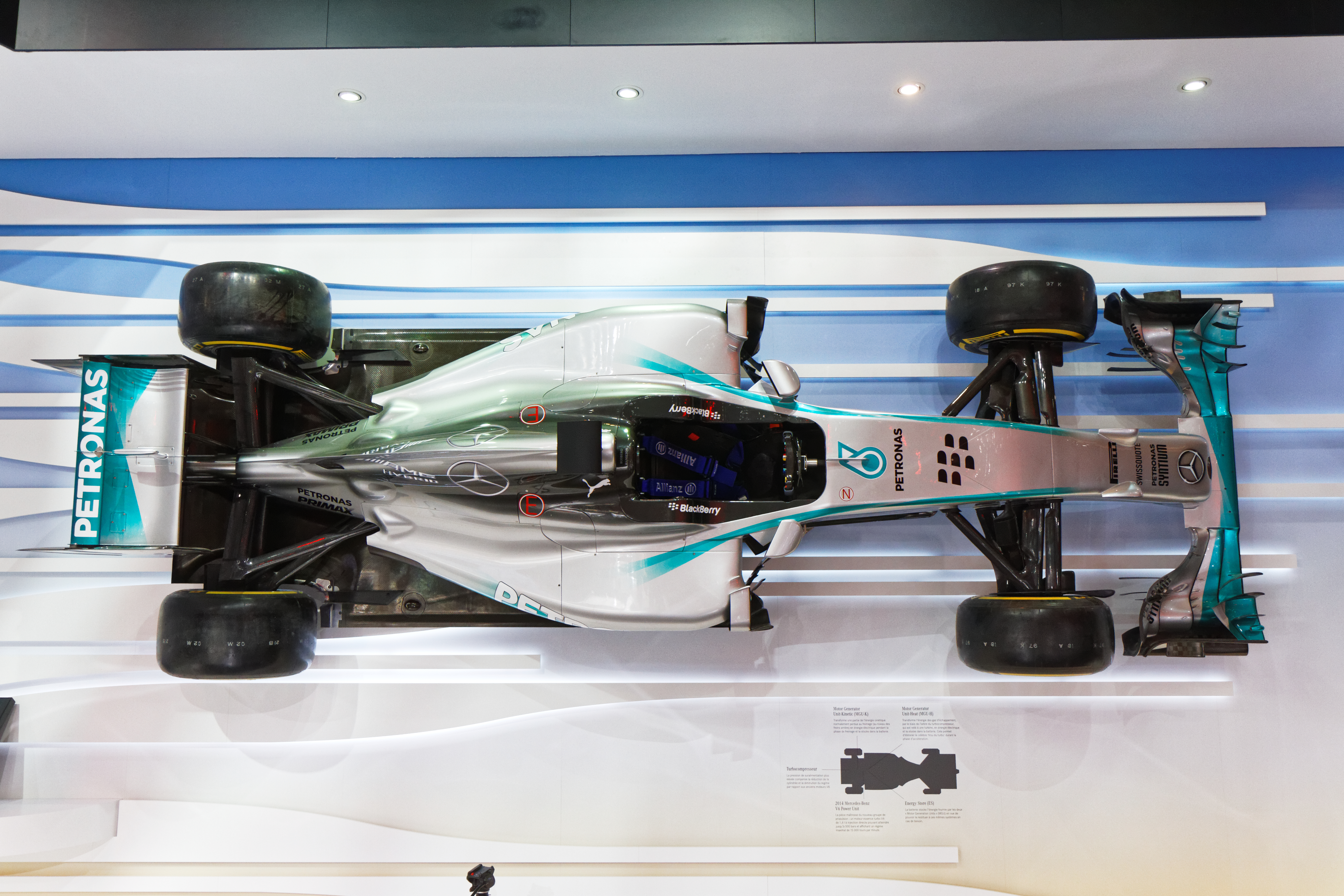
Mercedes F1 W05 Hybrid von oben auf dem Pariser Autosalon
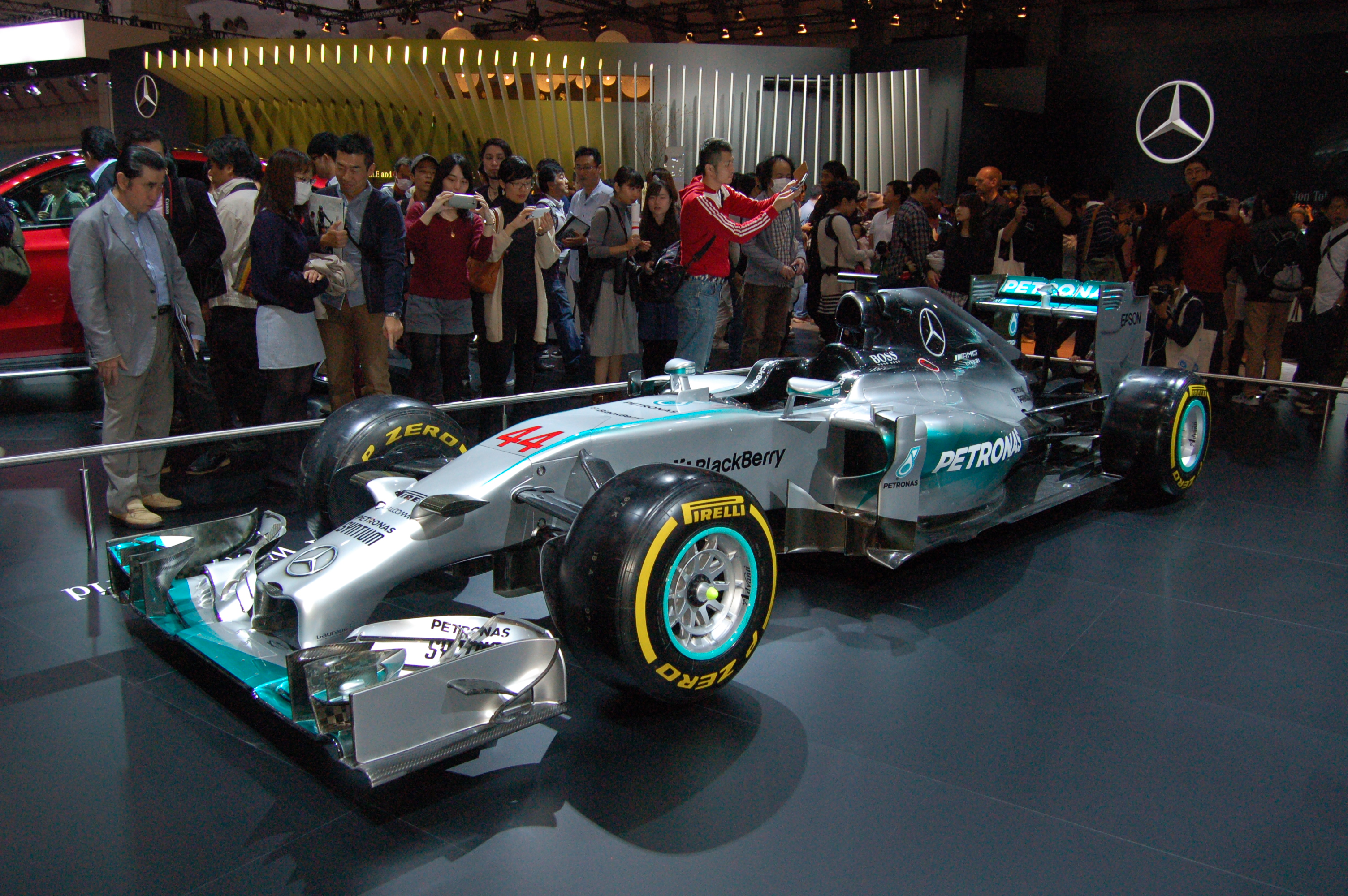
Mercedes F1 W05 in einer Ausstellung
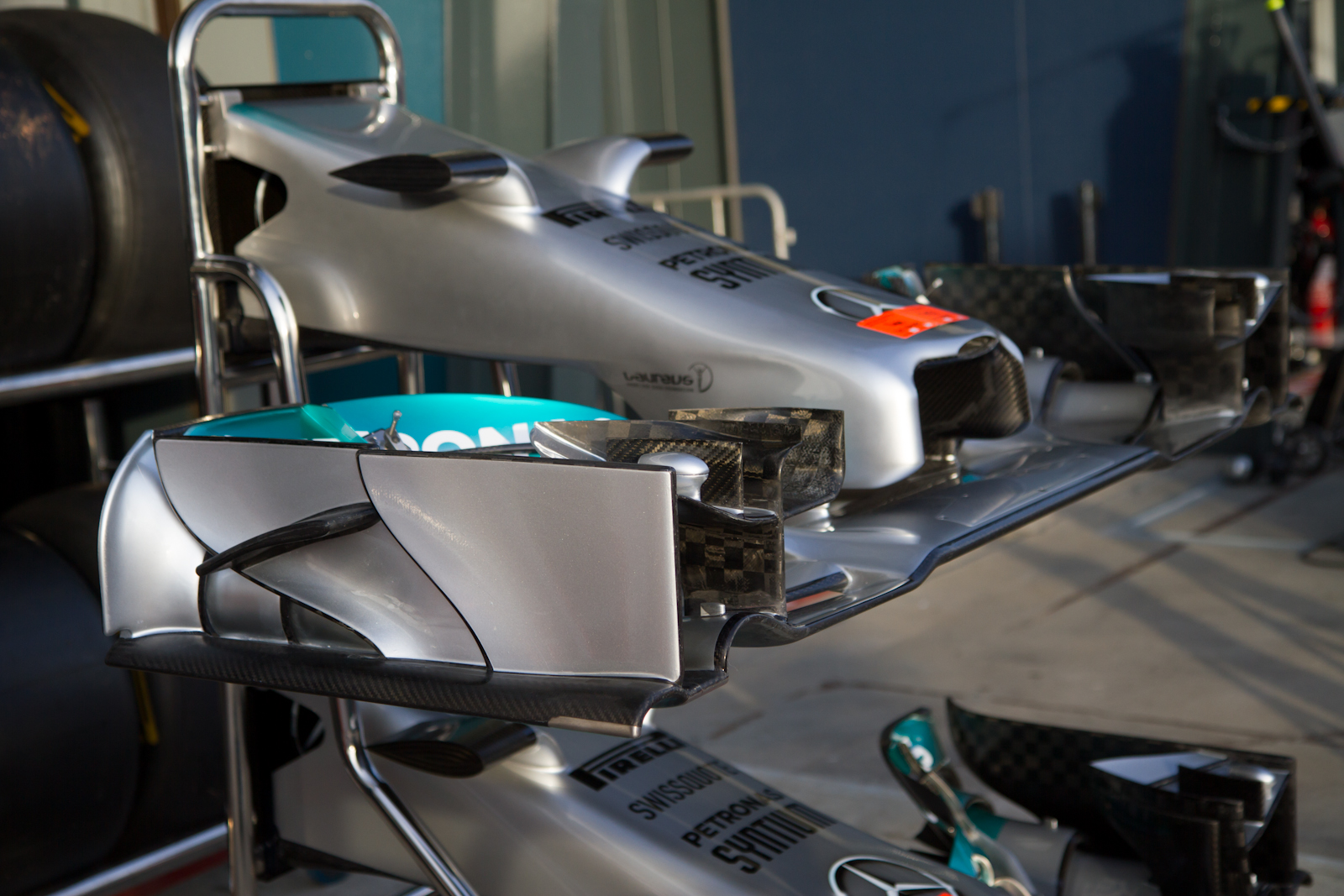
Detailaufnahme des Frontflügels
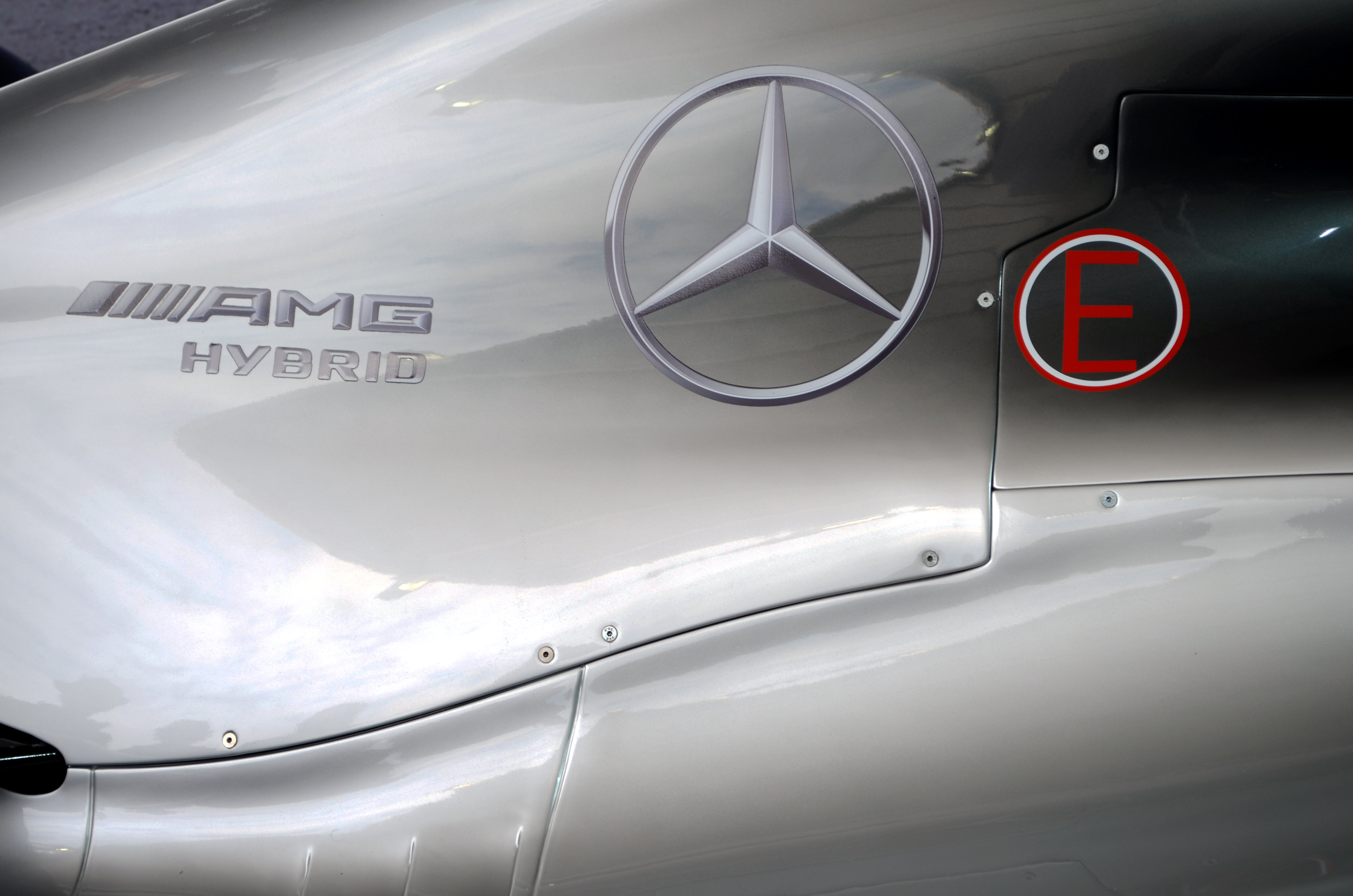
Detailaufnahme der Motorhaube
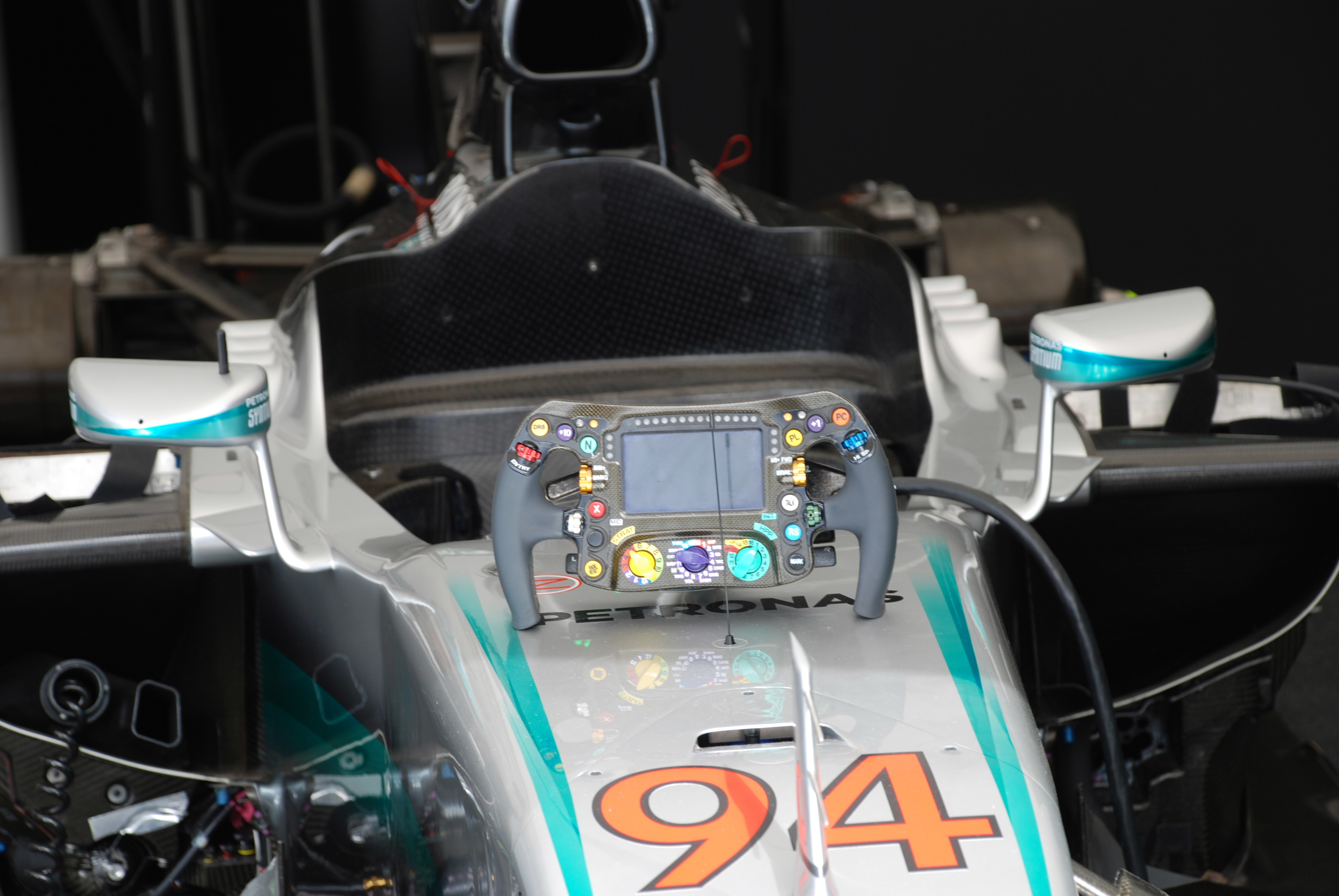
Detailaufnahme von Lenkrad und Cockpit bei einer Demofahrt in Goodwood